# 저도연륙교
저도연륙교(猪島連陸橋)는 경상남도 창원시 마산합포구 구산면 구복리와 저도를 잇는 연륙교이다.
1987년 8월 길이 170m, 폭 3m의 철제 구조로 처음 가설되었으며, 태국을 배경으로 한 영화 콰이 강의 다리에서의 다리 모습과 비슷하다고 하여 마산의 '콰이 강의 다리'라는 애칭이 붙었다. 또한 2001년에는 박신양과 이미연이 주연으로 출연했던 영화 《인디안 섬머》와 가수 거미의 뮤직비디오 《그대 돌아오면》를 이 곳에서 촬영하기도 하였다.
이후 철교 노후화로 안전성의 문제가 제기되어 새롭게 길이 182m, 폭 13m의 왕복 2차로의 도로와 인도를 갖춘 신 연륙교를 건설하기 시작하여 2004년 12월 16일 개통되었다. 한편 철거를 검토하던 구 연륙교는 보존하기로 하여 인도 전용의 교량으로 전환되었다. 2005년 3월 30일에는 토목의 날을 맞아 대한토목회가 주최하는 '올해의 토목구조물 공모전'에서 신 저도연륙교가 은상을 수상하였다.
옛 마산시에서 관광객 유치 홍보를 위해 선정한 9경(景) 5미(味) 중 9경의 하나이기도 하다.
2017년에 스카이워크 형태로 재차 개발하였고, 다리 중간에 길이 80m, 폭 1.2m의 강화유리 바닥이 있어 덧신을 신고 입장하며 투명한 바닥을 통해 바닷물을 내려다 볼 수 있다. 

## 교통
구산면 중심의 버스노선인 61번이 유일하게 이 연륙교를 통과하여 운행하고 있다. 또한 지방도 제1002호선이 인근에 위치하고 있다.